# كليدر (رواية)
كلیدر إحدى أشهر الروايات في التاريخ الأدبي الإيراني. وهي رواية كلاسيكية مؤلفها محمود دولت آبادي.
نُشرت لأول مرة في طهران. هذه الرواية أخذت اسمها من قرية في خراسان. وهي قرابة ثلاثة آلاف صفحة. كتبها دولت ‌آبادی على مدى خمسة عشر عام.

## ملخص
تدور الرواية حول حياة عائلة كردية في سبزيفار، في مواجهة عداء القرويين المجاورين على الرغم من أوجه التشابه الثقافي. تم ضبطه مقابل المناخ السياسي المشحون للغاية في إيران بعد الحرب العالمية الثانية، بين عامي 1946 و1949.

## بطاقة الرواية
- الاسم: كلیدر
- المؤلف:محمود دولت آبادي
- الناشر: فرهنگ معاصر
- عام النشر: 2005 (الانتشار: سابع عشر)